# Что такое осень
«Что такое осень» — песня российской рок-группы «ДДТ» из альбома «Актриса Весна», написанная Юрием Шевчуком. Является одной из наиболее известных песен в творчестве группы.
Песня вошла в хит-парад 100 лучших песен XX века «Нашего радио» «Всё наше навсегда», заняв в нём второе место. Журнал «Эксперт» дал 7 место в списке 100 главных песен на русском языке (1917—2017).

## История создания и исполнения
По словам её автора Юрия Шевчука, песня была написана в конце сентября 1991 года. Музыкант в это время жил в одной из коммуналок на Синопской набережной рядом с Александро-Невской лаврой в Петербурге. Во время одной из прогулок по Никольскому кладбищу лавры Шевчук и написал «Что такое осень».
Первоначально не все музыканты «ДДТ» приняли песню. Так, например, Андрей Муратов, бывший на тот момент самым радикально настроенным, сказал, что он «эту попсу» играть не будет. Участники группы начали менять звучание песни. Андрей Васильев предложил стилизовать мелодию под романтические 1960-е и написал партию электрогитары, Александр Бровко придумал басовый риф, Вадим Курылёв подобрал аккорды, Игорь Доценко добавил хард-рокового драйва, а смирившийся Муратов подобрал клавишный подголосок. Соло Михаила Чернова на флейте появилось уже во время записи в студии.
Раньше на концертах зрители постоянно просили спеть «Осень», и первые годы Шевчук уступал желанию публики, заканчивая выступления неизменным хитом. Однако в какой-то момент он объявил временный мораторий и начал предупреждать всех пришедших на его концерт, чтобы они не просили исполнить этот хит. Причину своего решения он объяснил таким образом:
Очень много хороших групп убила суперпесня. Вспомните Eagles — «Hotel California». И всё, больше ничего никто не знает. Они до сих пор её чешут… Группа ДДТ вполне могла быть похоронена песней «Осень». Я и ребята тогда здорово испугались. Ну, написалась такая народная песня, но нам-то скучно её по тысячу раз играть. И мы целый год вообще не играли, зубами скрипели, но не играли. Зал орёт, а мы как танки. И победили. Я этим искренне горжусь.
В 2019 году Шевчук на рок-фестивале «Нашествие» на требование зрителей «Юра, давай „Осень“!» ответил:
«Осень» будет осенью. Хрен вам, а не «Осень»! Да здравствует лето!
В 2020 году группа исполнила песню на концерте в Уфе, программа была составлена на основе хитов. В 2024 году Шевчук спел «Осень» на концерте «ДДТ» на Кипре, где среди зрителей подпевали Алла Пугачёва и Максим Галкин.

## Смысл песни
В песне поётся об осени, о присущих этому времени года природных явлениях и печали — «Что такое осень — это ветер», «Плачущее небо под ногами», «Сколько будет рваться листва, осень вечно права». А также о душевной тоске — «Осень вновь напомнила душе о самом главном / Осень, я опять лишён покоя»; о тревоге и месте человека в новой стране — «Осень, доползём ли, долетим ли до ответа, что же будет с Родиной и с нами?…».

А здесь залив, чёрные деревья, лунный свет, и когда ты босиком становишься спиной к дереву, возле которого только что днём бухали какие-то молодцы и слушали твою песню — «Что такое осень?». Знаешь, я на набережную летом вообще не мог выйти. Стояли — «девятки», «мерседесы», и везде орало: «Что такое осень?..», а я, как Маугли, за деревьями — не дай Бог, думаю, меня узнают. Иначе — все. Кранты. Пить придётся — неделю. Понимаешь, я же говорил где-то — хорошей песне хитом на горло не наступишь. Ха — никаким. Никакой популярностью. Это раз, а во-вторых, ну… она от души была написана, она была какой-то маленькой революцией в группе, потому что мы писали до этого какие-то тяжёлые такие песни, боевые… Её я написал на кладбище, на Никольском, в Александро-Невской Лавре. Просто ходил осенью, бродил. Так грустно стало, что просто невмоготу — я всегда один — и просто она взяла так — бах и написалась. В 91-м году, в конце сентября. Вспомнилось, что ли… Я вложил в неё соверше-е-енно другое.

В 2003 году, на концерте в спорткомплексе «Олимпийский», после строк «Что же будет с Родиной и с нами?…», Шевчук прервал исполнение и обратился к зрителям: «Кто же нам скажет?». И сам ответил: «Да никто».
Вадим Курылёв: «Относиться мне к этой песне объективно очень трудно, так как мы играли её такое количество раз, что мне уже кажется, что я родился с этой песней одновременно. Когда мы её записали, никто не предполагал, что она станет главной визитной карточкой группы на долгие годы. Это, конечно, был печальный факт, так как я долгое время был уверен, что играю в рок-группе, а благодаря „Что такое осень“ все вокруг считали, что я подыгрываю какому-то барду. Страна просто не знала, что мы играли на самом деле. Я очень переживал, пока наконец не понял, что страна и не хочет знать, что мы играем на самом деле. На всех концертах нам вежливо хлопали, а в конце с таким неистовством просили „Осень“, как будто хотели сказать: „Знаете, ребята, мы два часа терпели ваш этот рок, ну а теперь вы уж унизьтесь для нас, сыграйте хоть одну нормальную песню!“. И мы играли. Это давало нам возможность делать, что хотим, играть какой угодно арт-рок или авангард, давать концептуальную психоделику или греметь, как сталепрокатный цех, но в конце обязательно надо было сыграть „Что такое осень“. Ну и, в принципе, ладно — песня-то не плохая, не пошлая песня, умная и трогательная. Ну что делать, если в этой стране никому не нужно ничего кроме того, чтобы „душа развернулась, а потом опять свернулась“. Ну а слова „что же будет с Родиной и с нами?“ вообще дают повод задуматься, не лучший ли это вариант для государственного гимна России, чем тот имперский и напыщенный, который мы имеем сейчас».

## Клип
Некоторое время песня носила название «Осень», именно под этим названием и вышел клип. Аранжировка заметно отличается от версии в альбоме «Актриса Весна». Видеоряд был снят на две камеры в день рождения Вячеслава Бутусова 15 октября 1991 года. Режиссер и оператор: Борис Деденёв, работавший в «Неве-видео». В съёмках принимали участие музыканты группы, а также друзья Шевчука — Вячеслав Бутусов и Константин Кинчев. Идея как таковая отсутствует, снимается всё, что попадает в объектив. В клипе показана прогулка музыкантов по осеннему пушкинскому парку и игра с револьвером в русскую рулетку. Все трое пробуют выстрелить себе в висок, но им везёт. Однако, когда револьвер наводится на дерево и делается выстрел, то из-за ствола падает «убитый» участник группы «ДДТ» Андрей Васильев. Повествование перемежается кадрами, где Шевчук сидит за столом на студийной кухне на Пушкинской 10, курит сигарету и поёт. Кассетный магнитофон для записи одной из сцен клипа музыканты попросили у местных ребят, гулявших в парке. Кроме того, у Вячеслава Бутусова был в руках бинокль. Как вспоминал лидер «Наутилуса», кто-то перед съёмками подарил ему это на день рождения.
В телепрограмме «Рок урок» 1996 года Шевчук сказал, что хотел также привлечь к съёмкам и Бориса Гребенщикова (именно — заснять его сидящим на скамейке рядом с памятником Пушкину), однако не смог своевременно выйти с ним на связь.

24 октября 2020 года на официальном канале группы в YouTube появилась отреставрированная версия клипа. Обновлён был и музыкальный ряд. Реставрация видео: Артём Онащенко.
13 октября 2021 года в выпуске программы «Вечерний Ургант» Вячеслав Бутусов рассказал, что Шевчук буквально вытащил его из дома на Лиговке, когда он готовил салат на кухне: «Собирайся. Мы сейчас встречаем Костю Кинчева и едем в Царское Село снимать клип», не подозревая, что у Бутусова день рождения. Они приехали, но техника задерживалась, съёмка оттягивалась. Прошло три часа. Работники «Ленфильма» свернули аппарат и уехали, оплаченное время закончилось. Шевчук, Бутусов и Кинчев остались на лавке. Борис Деденёв в порыве страсти взял камеру Betacam, а Шевчук попросил у ребят магнитофон, где-то нашли кассету и в таком режиме оперативно сняли. После этого Бутусов быстро вернулся домой.
В 2024 году Шевчук вспоминал: «Я, Костя и Слава были совсем другими в то время — лёгкими на подъём, романтичными и верящими в светлое будущее. Сейчас многое иначе. Но клип и песня до сих пор живут».

## Пародия
- 29 мая 2009 года в передаче «Большая разница» на Первом канале была показана пародия на ДДТ — «Что такое кризис»[20].